# Du (họ)
Du là một họ của người châu Á. Họ này có ở Việt Nam, Trung Quốc (chữ Hán: 俞, Bính âm: Yú) và Triều Tiên (Hangul: 유, Romaja quốc ngữ: Yoo). Họ này đứng thứ 57 trong danh sách Bách gia tính.
Người Trung Quốc còn một họ khác cũng có phiên âm Hán Việt là Du, đó là họ 游 (Bính âm: Yóu), họ này không phổ biến ở Trung Quốc đại lục nhưng lại xuất hiện rất nhiều ở Đài Loan.

## Người Trung Quốc họ Du (俞) nổi tiếng
- Du Tế Thời, tướng lĩnh Trung Hoa Quốc Dân Đảng
- Du Chính Thanh, chính khách cao cấp Trung Quốc
- Du Hạo Minh, ca sĩ Trung Quốc

## Người Trung Quốc họ Du (游) nổi tiếng
- Du Tạc, học sĩ Tống triều
- Du An Thuận, diễn viên Đài Loan
- Du Bổn Xương, diễn viên Trung Quốc
- Du Nãi Hải, đạo diễn Hồng Kông

## Hư cấu
- Du Thản Chi, nhân vật trong Thiên long bát bộ của Kim Dung

## Người Triều Tiên họ Du (俞) nổi tiếng
- Kong Seung Yeon (Tên thật: Yoo Seung Yeon, Hán Việt: Du Thăng Diên), nữ diễn viên, MC người Hàn Quốc. Chị của Yoo Jung Yeon (TWICE)
- Yoo Jung Yeon (Hán Việt: Du Định Duyên), nữ ca sĩ nhóm nhạc Twice
- Yoo Yeon Jung (Hán Việt: Du Liễn Tĩnh), nữ ca sĩ nhóm nhạc WJSN